# Grammomys dryas
Grammomys dryas es una especie de roedor de la familia Muridae.

## Distribución geográfica
Se encuentra en Burundi, República Democrática del Congo y 
Uganda.

## Hábitat
Su hábitat natural son: clima tropical o clima subtropical montañas húmedas.